# Курятенко, Олег Анатольевич
Оле́г Анато́льевич Куряте́нко (укр. Олег Анатолійович Курятенко; род. 19 марта 1972, Суботов, Черкасская область) — бывший поселковый голова Новоозёрного, Евпаторийского городского совета.
С 1993 года по 2008 год являлся военнослужащим Вооружённых сил Украины. Затем стал частным предпринимателем и организовал «Благотворительный фонд Донузлав». 2 ноября 2010 года стал поселковым головой Новоозёрного, после победы на местных выборах в качестве самовыдвиженца. Позже, он стал членом Партии регионов. 3 апреля 2013 года Курятенко задержан, по подозрению в получении взятки. 6 апреля 2013 года он был освобождён под залог. На время судебного расследования он был отстранён от должности. После аннексии Крыма Россией остался на своей должности, однако покинул её спустя полгода.

## Биография
Родился 19 марта 1972 года в селе Суботов, Чигиринского района, Черкасской области. В 1979 году пошёл в первый класс в восьмилетней школе в Суботове. С 1987 года по 1989 год учился в школе № 10 в городе Смела. С 1989 года по 1993 год учился в Ульяновском высшем военном-техническом училище. С 1993 года по 1998 год проходил службу в Очакове в отдельной бригаде специального назначения. С 1998 года по 2000 год учился в Национальной академии обороны Украины в Киеве, после чего Министерством обороны Украины был назначен командиром склада горючего в воинской части Южной военно-морской базы Украины в посёлке Новоозёрное, а позже начальником службы горючего. В 2003 году служил в Севастополе как начальник службы горючего, после командир береговой базы 5-го военного городка в Новоозёрном. С 2004 года по 2007 год — начальник отдела тыла в звании подполковника, а с 2007 года — заместитель командира, начальник логистики Южной военно-морской базы Украины.
В 2008 году уволился из Вооружённых сил Украины и работал директором филиала нефтяной компании «Татнефть-Укрнефтепродукт» в Николаеве. В 2009 году уволился из компании и стал частным предпринимателем. В 2010 году основал и возглавил организацию «Благотворительный фонд Донузлав».
31 октября 2010 года на региональных выборах Олег Курятенко в качестве самовыдвиженца стал головой посёлка Новоозёрное. На выборах ему противостояли 6 кандидатов (Юрий Ватолин, Владимир Догонов, Роман Герасимчук, Сергей Молодецкий, Владимир Колесник и Виктор Пятницкий). 2 ноября 2010 года он вступил в свою новую должность. Через некоторое время Олег Анатольевич стал членом Партии регионов, как поселковый голова и как член кадрового реестра Верховного Совета Автономной Республики Крым поступил в Национальную академию государственного управления при Президенте Украины в Киеве.
16 июля 2011 года подписал соглашения с городским головой Докучаевска Игорем Скорбилиным об установлении партнёрских отношений между Докучаевском и Новоозёрным. Летом 2011 года Курятенко издал предписание немедленно закрыть молодёжный лагерь АнтиНАТО, а следующем летом он был приглашён на данный форум в качестве почётного гостя. На этом мероприятии также присутствовали: генеральный консул Российской Федерации в АР Крым Владимир Андреев, депутат Верховной рады Украины Вадим Колесниченко, член Президиума Верховного Совета Крыма Сергей Цеков, депутат Верховного Совета АР Крыма Сергей Шувайников и другие.
В декабре 2011 года группа депутатов поселкового совета Новоозёрного обратилась к Президенту Украины Виктору Януковичу. По их мнению, из-за бездействия Олега Курятенко ущерб для местного бюджета составил почти 1 млн гривен.
В октябре 2012 года он отчитался об итогах двух лет работы в качестве поселкового головы перед жителями Новоозёрного. На этом мероприятии также присутствовали депутат Верховного Совета АР Крым Виктор Дрибной, секретарь городского совета Евпатории Анжела Николаенко и поселковый голова Мирного Олег Параскив. В качестве своих достижений Курятенко сообщил о ремонте школьного спортивного зала, о том, что была налажена работа водопровода, также ему удалось урегулировать дорожное движение в Новоозёрном, обновить и нанести новую разметку. Также он отметил, что были закуплены урны, контейнеры и отремонтированы некоторые кровли в посёлке. Курятенко критиковали за то, что на руководящие должности в Новоозёрном были назначены его близкие родственники, в том числе, с уголовным прошлым.
3 апреля 2013 года Олег Курятенко был задержан, по подозрению в получении взятки в размере 5 тысяч долларов США. Подозревается, что он при посредничестве соучастника требовал 5 тысяч долларов за решение вопроса о выделении земельного участка. Прокуратурой Евпатории было начато уголовное расследование по части 3 статьи 368 Уголовного кодекса Украины. МВД Крыма сообщило о том, что Курятенко действовал через посредника и сами деньги до него не дошли. К поселковому голове обратился частный предприниматель, который собирался построить пансионат и обратился с просьбой о выделении земельного участка площадью 2 гектара. Городской голова пообещал разрешить просьбу, но взамен потребовал 5 тысяч долларов США. Указанную сумму от бизнесмена получил посредник возле здания поселкового совета. Деньги которые были помечены как взятка были изъяты сотрудниками Главного управления по борьбе с экономической преступностью ещё до того, как их передали получателю.
По информации «Центра журналистских расследований» причиной задержания Курятенко мог быть конфликт с одним из депутатов поселкового совета Новоозёрного. Арест Курятенко совпал с чередой убийств и уголовных дел против мэров населённых пунктов в Крыму с 2010 года по 2013 год. Также рассматривается версия установление донецким кланом контроля над курортами Крыма. Сам Курятенко говорил, что задержание произошло из-за мести тех, кому он отказал в выделении земельного участка. Случилось это из-за того, что у Новоозёрного нет генерального плана и поэтому нет законных оснований выделять земельные участки. Он также считает, что правоохранительные органы вели себя некорректно придавая публичности этому делу. Вскоре после ареста Курятенко группа депутатов поселкового совета отправила письма народным депутатам Украины Олегу Параскиву и Вадиму Колесниченко с просьбой вмешаться в ситуацию.
6 апреля 2013 года он был освобождён под залог в размере размере 60 тысяч гривен. Через некоторое время Курятенко ушёл в двухнедельный отпуск. Его дело рассматривает Сакский межрайонный суд, на время судебного расследования Олег Анатольевич Курятенко был отстранён от должности.
Во время политического кризиса на Украине в декабре 2013 года Курятенко тайно встречался с Президентом Украины Виктором Януковичем, данная информация стала известна после опубликования блокнота Константина Кобзаря, руководителя службы безопасности Януковича. После аннексии Крыма Россией остался на своей должности, однако покинул её спустя полгода.
Осенью 2015 года Сакский районный суд признал Курятенко виновным в получении взятки (пункт б, часть 5 статьи 290, ч. 1 ст. 327 УК РФ). Приговорив его к трём годам лишения свободы. Однако в связи с истечением срока давности он был освобождён.
В 2017 году окончил Национальную академию государственного управления при Президенте Украины по специальности «парламентаризм и парламентская деятельность». Тема магистерсой работы: «Тенденции формирования государственно — управленческой элиты в современной Украине». В марте 2017 года стал кандидатом на занятие должности заместителя головы Чигиринской районной государственной администрации.

## Личная жизнь
Воспитывает двоих детей: дочь Анастасию (1994) и сына Александра (2005).
В декларации за 2016 год Курятенко указал автомобиль марки Asia Motors, 9 тысяч евро денежных активов, а также доход в виде помощи временно перемещенным лицам в размере около 5 тысяч гривен.
Курятенко является владельцем собаки ризеншнауцер, вместе с которым он был на выставке в Москве в 2008 году.